# Hopalong Cassidy Returns
Hopalong Cassidy Returns è un film del 1936 diretto da Nate Watt.
È un western statunitense con William Boyd, George 'Gabby' Hayes, Gail Sheridan e Evelyn Brent. Fa parte della serie di film western incentrati sul personaggio di Hopalong Cassidy (interpretato da Boyd) creato nel 1904 dallo scrittore Clarence E. Mulford.

## Produzione
Il film, diretto da Nate Watt su una sceneggiatura di Harrison Jacobs e un soggetto di Clarence E. Mulford, fu prodotto da Harry Sherman. tramite la Harry Sherman Productions e girato nel Paramount Ranch ad Agoura, California.

## Distribuzione
Il film fu distribuito negli Stati Uniti dal 16 ottobre 1936 al cinema dalla Paramount Pictures.
Altre distribuzioni:
- in Danimarca il 9 agosto 1937 (Hvor Skuddene knalder)
- in Portogallo il 21 aprile 1938 (Sob o Amparo da Lei)
- in Germania Ovest il 27 aprile 1951 (Aufruhr in Mesa Grande)
- in Brasile (Heróis de Sempre)

## Promozione
Le tagline sono:
- Hopalong Cassidy Meets the Queen of Mesa Grande and matches his wits and heart against her brains and beauty.
- She was more ruthless than any man... and more dangerous!